# Maxim Igorewitsch Simin
Maxim Igorewitsch Simin (russisch Максим Игоревич Зимин, auch Maxim Zimin transkribiert; * 28. April 1994 in Barnaul) ist ein russischer Rennfahrer. 2011 startete er in der GP3-Serie.

## Karriere
Simin begann seine Motorsportkarriere 2001 im Kartsport und war bis 2009 in dieser Sportart aktiv. 2009 gab Simin zudem sein Debüt im Formelsport und nahm für Jenzer Motorsport an jeweils einem Rennwochenende der italienischen Formel Renault und des Formel Renault 2.0 Eurocups teil. 2010 blieb er beim Schweizer Rennstall und trat parallel in der schweizerischen Formel Renault und der Formel Abarth an. Er belegte in beiden Meisterschaften den fünften Gesamtrang. In der schweizerischen Formel Renault waren zwei dritte Plätze seine besten Resultate und er verlor das teaminterne Duell gegen Zoël Amberg, der den Meistertitel gewann. Erfolgreicher verlief die Saison für Simin in der Formel Abarth, in der er bereits beim ersten Rennen auf dem dritten Platz ins Ziel kam. Im weiteren Saisonverlauf folgten vier zweite Plätze als beste Resultate. In der Formel Abarth gewann er das teaminterne Duell gegen Amberg.
2011 ging Simin für Jenzer Motorsport in der GP3-Serie an den Start. Während sein Teamkollege Nico Müller ein Rennen gewann, blieb Simin ohne Punkte und schloss die Saison auf dem 27. Gesamtrang ab.

## Karrierestationen
| - 2001–2009: Kartsport - 2009: Formel Renault 2.0 Eurocup | - 2009: Italienische Formel Renault (Platz 27) - 2010: Formel Abarth (Platz 5) | - 2010: Schweizerische Formel Renault (Platz 5) - 2011: GP3-Serie (Platz 27) |